# Anja Pärson

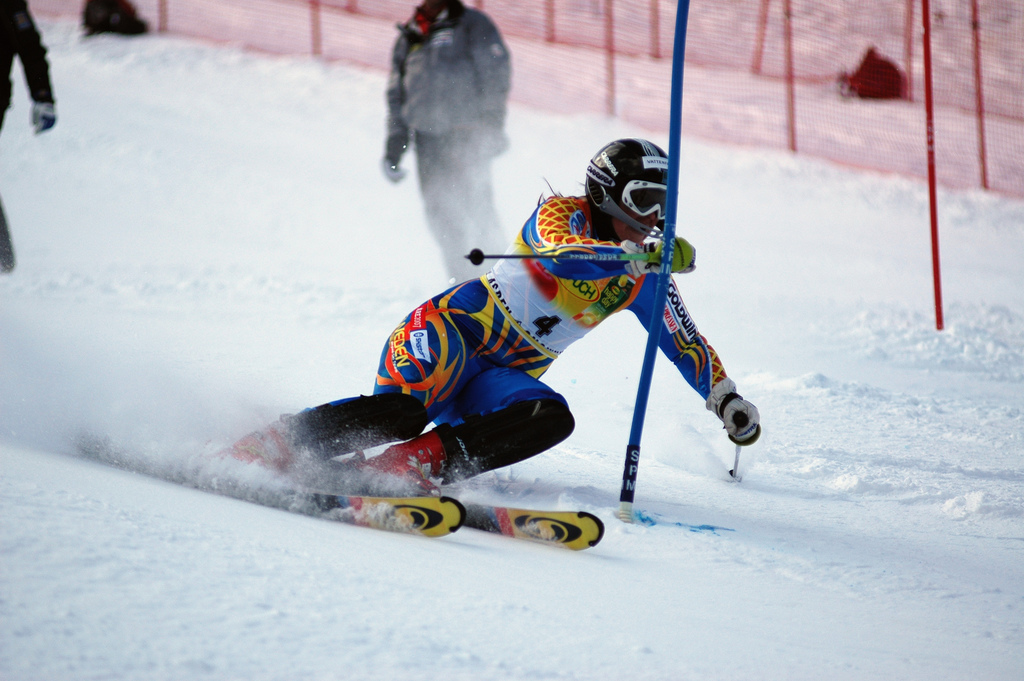

Anja Sofia Tess Pärson (Umeå, 25 april 1981) is een Zweedse voormalig alpineskiester.
Ze werd eenmaal olympisch kampioene en zevenmaal wereldkampioene, en won ook tweemaal de algemene wereldbeker alpineskiën. Ze is de eerste skiër of skiester die in elk van de vijf disciplines wereldkampioen(e) werd.

## Carrière
Haar coach en haar vader introduceerden Anja in het internationale circuit. Pärson won haar eerste wereldbekerwedstrijd al op 17-jarige leeftijd toen ze in december 1998 de slalom in Mammoth Mountain won. In 2001 behaalde ze een eerste wereldtitel: in Sankt Anton won ze goud op de slalom. In 2002 nam ze een eerste keer deel aan de Olympische Winterspelen: ze won meteen een bronzen medaille op de slalom en een zilveren medaille op de reuzenslalom.
In 2004 en 2005 won ze de eindstand in de algemene wereldbeker. In 2005 had ze amper drie punten voorsprong op Janica Kostelić, het kleinste verschil ooit.
In 2006 werd Pärson olympisch kampioene op de slalom. Tijdens de wereldkampioenschappen van 2007 in het Zweedse skioord Åre won ze drie gouden medailles, namelijk op de Super G, de afdaling en de combinatie, en pakte ze een bronzen medaille op de slalom.
In totaal behaalde Pärson 17 medailles op een wereldkampioenschap en Olympische Spelen tezamen. Hiermee is ze recordhoudster in het alpineskiën bij de vrouwen.
Dankzij haar overwinning in de afdaling van Tarvisio in maart 2011 behaalde ze tien seizoenen op rij minstens één overwinning in een wereldbekerwedstrijd.

## Prestaties

### Wereldkampioenschappen
| jaar + plaats          | slalom | reuzenslalom | afdaling | super G | combinatie |
| ---------------------- | ------ | ------------ | -------- | ------- | ---------- |
| 1999 Vail-Beaver Creek | DNF    | DNF          |          |         |            |
| 2001 Sankt Anton       | Goud   | Brons        |          |         |            |
| 2003 Sankt Moritz      | 4e     | Goud         |          |         |            |
| 2005 Bormio            | DNF    | Goud         | 7e       | Goud    | Zilver     |
| 2007 Åre               | Brons  | DNF          | Goud     | Goud    | Goud       |
| 2009 Val-d'Isère       | 9e     | 15e          | 12e      | DNF     | DNF        |
| 2011 Garmisch-P.       |        | 9e           | 11e      | 10e     | Brons      |

### Olympische Spelen
| jaar + plaats       | slalom | reuzenslalom | afdaling | super G | combinatie |
| ------------------- | ------ | ------------ | -------- | ------- | ---------- |
| 2002 Salt Lake City | Brons  | Zilver       |          |         |            |
| 2006 Turijn         | Goud   | 6e           | Brons    | 12e     | Brons      |
| 2010 Vancouver      | DNF    | 22e          | DNF      | 11e     | Brons      |

### Wereldbeker

#### Eindklasseringen
| Seizoen   | Algm   | AD    | SL     | RS     | SG  | SC     |
| --------- | ------ | ----- | ------ | ------ | --- | ------ |
| 1998/1999 | 12e    | -     | Brons  | 12e    | -   | -      |
| 1999/2000 | 8e     | -     | Brons  | 15e    | 39e | -      |
| 2000/2001 | 11e    | -     | 10e    | Zilver | -   | -      |
| 2001/2002 | 5e     | -     | Brons  | Brons  | -   | -      |
| 2002/2003 | Brons  | -     | Zilver | Goud   | 34e | -      |
| 2003/2004 | Goud   | 42e   | Goud   | Goud   | 15e | -      |
| 2004/2005 | Goud   | 8e    | 6e     | Zilver | 4e  | Zilver |
| 2005/2006 | Zilver | 7e    | Brons  | Goud   | 9e  | Zilver |
| 2006/2007 | 5e     | 4e    | 12e    | 13e    | 6e  | 14e    |
| 2007/2008 | 6e     | 4e    | 15e    | 15e    | 7e  | Brons  |
| 2008/2009 | Brons  | 7e    | 10e    | 16e    | 4e  | Goud   |
| 2009/2010 | Brons  | Brons | 16e    | 10e    | 7e  | Zilver |
| 2010/2011 | 8e     | 5e    | 37e    | 25e    | 5e  | 6e     |
| 2011/2012 | 32e    | 28e   | -      | 39e    | 21e | 9e     |

#### Wereldbekerzeges
| Datum            | Plaats                | Discipline      |
| ---------------- | --------------------- | --------------- |
| 3 december 1998  | Mammoth Mountain      | Slalom          |
| 9 december 2001  | Sestriere             | Slalom          |
| 29 december 2001 | Lienz                 | Slalom          |
| 5 januari 2002   | Maribor               | Slalom          |
| 6 januari 2002   | Maribor               | Slalom          |
| 30 november 2002 | Aspen                 | Slalom          |
| 15 december 2002 | Sestriere             | KO-slalom       |
| 19 januari 2003  | Cortina d'Ampezzo     | Reuzenslalom    |
| 25 januari 2003  | Maribor               | Reuzenslalom    |
| 26 januari 2003  | Maribor               | Slalom          |
| 6 maart 2003     | Åre                   | Reuzenslalom    |
| 28 november 2003 | Park City             | Reuzenslalom    |
| 29 november 2003 | Park City             | Slalom          |
| 16 december 2003 | Madonna di Campiglio  | Slalom          |
| 28 december 2003 | Lienz                 | Slalom          |
| 5 januari 2004   | Megève                | Slalom          |
| 24 januari 2004  | Maribor               | Reuzenslalom    |
| 25 januari 2004  | Maribor               | Slalom          |
| 7 februari 2004  | Zwiesel               | Reuzenslalom    |
| 8 februari 2004  | Zwiesel               | Slalom          |
| 21 februari 2004 | Åre                   | Reuzenslalom    |
| 14 maart 2004    | Sestriere             | Reuzenslalom    |
| 23 november 2004 | Sölden                | Reuzenslalom    |
| 23 januari 2005  | Maribor               | Slalom          |
| 25 februari 2005 | San Sicario           | Super G         |
| 26 februari 2005 | San Sicario           | Afdaling        |
| 11 december 2005 | Aspen                 | Slalom          |
| 22 december 2005 | Špindlerův Mlýn       | Slalom          |
| 28 december 2005 | Lienz                 | Reuzenslalom    |
| 13 januari 2006  | Bad Kleinkirchheim    | Afdaling        |
| 27 januari 2006  | Cortina d'Ampezzo     | Super G         |
| 4 februari 2006  | Ofterschwang          | Reuzenslalom    |
| 11 maart 2006    | Levi                  | Slalom          |
| 15 maart 2006    | Åre                   | Afdaling        |
| 15 maart 2007    | Lenzerheide           | Super G         |
| 15 december 2007 | Sankt Moritz          | Afdaling        |
| 16 december 2007 | Sankt Moritz          | Super G         |
| 9 maart 2008     | Crans-Montana         | Supercombinatie |
| 19 december 2008 | Sankt Moritz          | Supercombinatie |
| 18 januari 2009  | Altenmarkt-Zauchensee | Afdaling        |
| 29 januari 2010  | Sankt Moritz          | Supercombinatie |
| 5 maart 2011     | Tarvisio              | Afdaling        |